# Edith Wolff
Berta Hedwig Edith Wolff (auch Ewo genannt; * 13. April 1904 in Friedenau; † 28. Januar 1997 in Haifa) war eine deutsche Widerstandskämpferin in der Zeit des Nationalsozialismus und Anregerin und Mitgründerin der Untergrundgruppe Chug Chaluzi.

## Leben

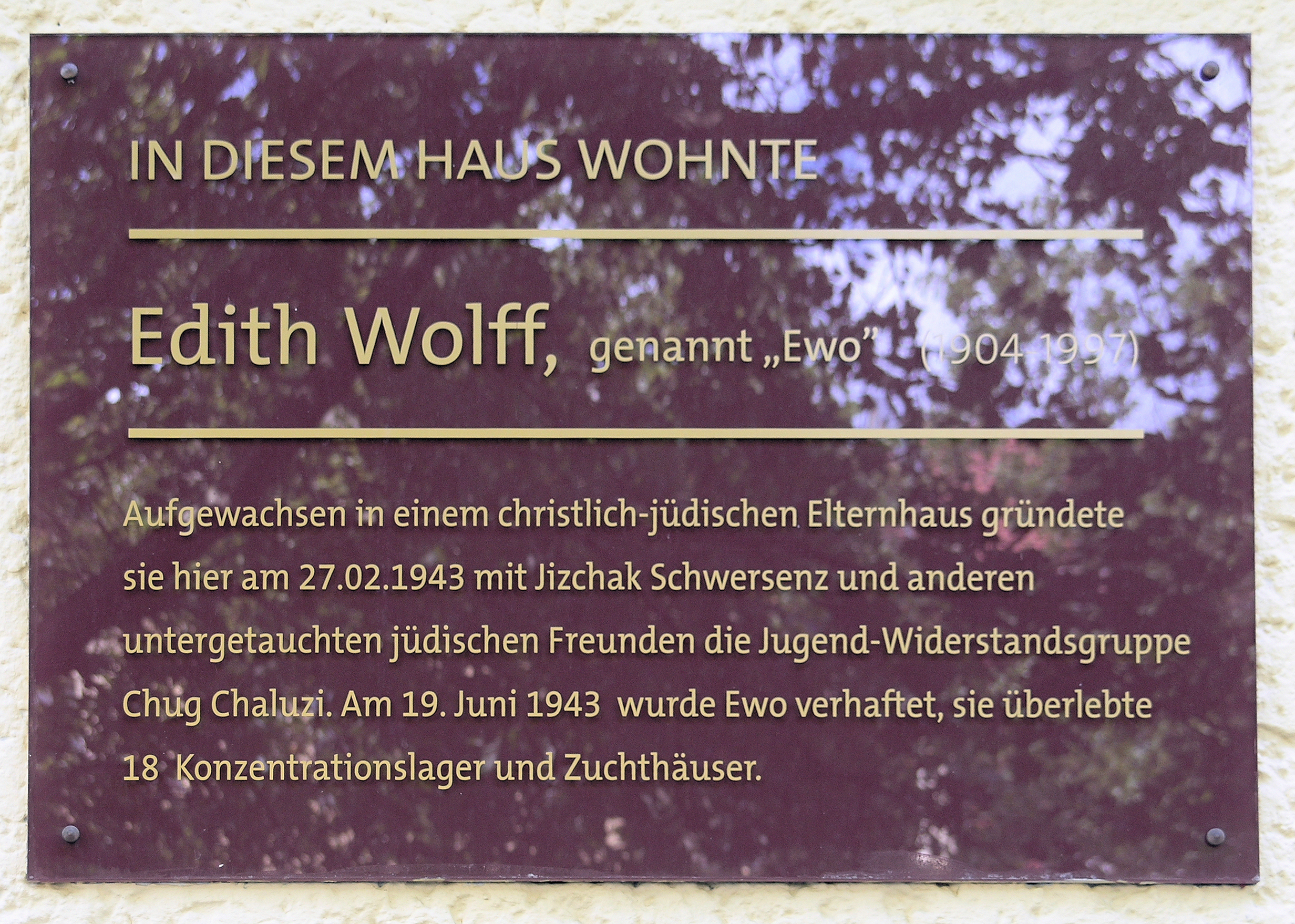
Gedenktafel am Haus Bundesallee 79 in Berlin-Friedenau

Edith Wolff wurde in der elterlichen Wohnung in der Wilhelmshöher Straße 28 in Friedenau geboren. Ihre Eltern waren der jüdische Schriftsteller Theodor Wolff (1880–1943) und die evangelische Stenographin Gertrud Traeger (1881–1951). Sie hatte zwei jüngere Schwestern. Kurz vor ihrer Einschulung wurde sie zusammen mit ihnen evangelisch getauft. Edith studierte nach dem Abitur 1925 Philosophie. Sie war Mitglied im jüdischen Bund Blau-Weiss, konvertierte 1933 aus Protest gegen die Nationalsozialisten vom evangelischen zum jüdischen Glauben und wurde zur überzeugten Pazifistin und Zionistin. Obwohl sie nach den Nürnberger Rassengesetzen nicht mehr als „jüdischer Mischling ersten Grades“, sondern als Geltungsjude eingestuft wurde und daher besonders gefährdet war, verbreitete sie anonym politische Schriften, hatte zahlreiche Kontakte zu verfolgten Juden und leistete Fluchthilfe. Da ihre Tante ihre Mitgliedskarte aus der jüdischen Gemeinde verschwinden ließ, konnte sie relativ unbehelligt agieren.
Über Recha Freier kam Wolff zur jüdischen Jugendhilfe Kinder- und Jugend-Alijah und lernte dort Jizchak Schwersenz kennen, der dort als Lehrer unterrichtete. Als in Berlin 1941 die ersten Deportationen begannen, organisierte sie Lebensmittel und Ausweise, um Juden die Flucht oder ein Untertauchen zu ermöglichen.
Ihr Vater wurde im Januar 1943 von der Gestapo verhaftet und nach Auschwitz deportiert, dort kam er im Juli selben Jahres um.
Am 27. Februar 1943 gründete Wolff mit ihrem Freund Schwersenz die zionistische Jugenduntergrundgruppe Chug Chaluzi (Pionier-Kreis). Diese einzige bekannte zionistische Untergrundgruppe in Deutschland leistete über ein Jahr lang Fluchthilfe für verfolgte Juden. Von den 40 Kindern der Alijah-Schule, die durch die Chug Chaluzi versteckt wurden, konnten auf diese Weise 33 gerettet werden.
Als Wolff am 19. Juli 1943 von der Gestapo verhaftet wurde, konnte sie ihre Verbindungen verbergen, wurde aber wegen „Judenbegünstigung“, der Weitergabe von Lebensmittelkarten an Juden, zu zwei Jahren Gefängnis verurteilt. Sie überlebte die Haft in 18 Zuchthäusern und Konzentrationslagern wie dem KZ Dachau und dem KZ Ravensbrück. 1950 ging Wolff in die Schweiz, 1954 wanderte sie gemeinsam mit Schwersenz nach Israel aus. Dort arbeitete sie unter anderem in der Gedenkstätte Yad Vashem und engagierte sich später auch für die jüdisch-arabische Verständigung.

## Ehrungen
Edith Wolff wurde die Verdienstmedaille des Bundesverdienstkreuzes verliehen. Am 14. April 2004 wurde in der Bundesallee 79 in Berlin-Friedenau eine Gedenktafel ihr zu Ehren enthüllt.

## Schriften
- mit Jizchak Schwersenz und Shaul Esh: Jüdische Jugend im Untergrund. Eine zionistische Gruppe in Deutschland während des Zweiten Weltkrieges. Bitaon, Tel Aviv 1969.